# Saison 2 d'Esprits criminels
Chronologie
Saison 1 Saison 3
Cet article présente les vingt-trois épisodes de la deuxième saison de la série télévisée américaine Esprits criminels (Criminal Minds).

## Généralités
Au Canada, lors du dévoilement de la programmation 2006-2007 de CTV, la série était initialement programmée pour le mardi soir à 21 h, donnant la diffusion en simultané prioritaire à la série Justice en septembre et Lost : Les Disparus en octobre. Les audiences de ces deux séries n'étant pas satisfaisantes, CTV a opté pour diffuser Lost à 20 h et Criminal Minds en simultané. À l'hiver 2007, CTV donne priorité à l'émission de téléréalité American Idol en simultané, programmant la série le mardi ou jeudi soir.
À la suite de la Fusillade de l'université Virginia Tech survenue le 16 avril 2007, CBS déprogramme l'épisode suivant, Doubt, initialement prévu pour le 25 avril. Cet épisode a été diffusé en tant que premier épisode de la troisième saison.

## Distribution

### Acteurs principaux
- Thomas Gibson (VF : Julien Kramer) : Agent Spécial superviseur Aaron « Hotch » Hotchner Chef d'unité
- Lola Glaudini (VF : Julie Dumas) : Agent Spéciale Elle Greenaway (épisode 1 à 6)
- Paget Brewster (VF : Marie Zidi) : Agent Spéciale Emily Prentiss (à partir de l'épisode 9)
- Mandy Patinkin (VF : Patrick Floersheim) : Agent Spécial Jason Gideon
- Shemar Moore (VF : David Kruger) : Agent Spécial Derek Morgan
- Matthew Gray Gubler (VF : Taric Mehani) : Agent Spécial Dr Spencer Reid
- Andrea Joy Cook (VF : Véronique Picciotto) : Agent Spéciale Jennifer « J.J. » Jareau Liaison avec les médias
- Kirsten Vangsness (VF : Laëtitia Lefebvre) : Penelope Garcia, Technicienne informatique

### Acteurs récurrents
- Meredith Monroe (VF : Barbara Delsol) : Haley Hotchner
- Jayne Atkinson (VF : Josiane Pinson) : Erin Strauss Cheffe du Département des Sciences du Comportement

### Invités
- Jason Wiles : Unsub Sheppard (épisode 4)
- Keith Carradine (VF : Edgar Givry) : Frank Breitkopf (épisodes 13 et 23)
- James Van Der Beek (VF : Xavier Fagnon) : Tobias Hankel (épisodes 14 et 15)
- Kate Jackson : Ambassadrice Elizabeth Prentiss, mère de l'agent Emily Prentiss (épisode 20)

## Production
Cette deuxième saison de la série, est composée de 23 épisodes et est diffusée du 20 septembre 2006 au 16 mai 2007.
En France, la série est diffusée du 14 mars 2007 au 21 novembre 2007.
Le quatorzième épisode de cette saison, réalise la meilleure audience de la série avec 26,31 millions de téléspectateurs. 
Cette saison, marque l'apparition de Kirsten Vangsness , qui interprète Pénélope Garcia en tant que personnage principale, elle n'était que récurrente lors de la première saison.
Au cours de cette saison, Lola Glaudini qui interprétée Elle Greenaway depuis la première saison quitte la série au terme du sixième épisode. Elle est remplacée par Paget Brewster qui interprète l'agent spéciale Emily Prentiss dès le neuvième épisode.

## Épisodes

### Épisode 1:La Quête (2epartie)
- États-Unis /  Canada : 20 septembre 2006 sur CBS / CTV[1]
- Belgique : 14 mars 2007 sur RTL-TVI
- France : 5 septembre 2007 sur TF1

- États-Unis : 15,65 millions de téléspectateurs (première diffusion)
- Canada : 2,069 millions de téléspectateurs[3] (première diffusion)

- Charley Rossman (Le « Roi pêcheur » / Randall Garner)
- Amanda Bernero (Rebecca Bryant)
- Brian Appel (Anderson)
- Adrian N. Roberts (Pilot)
- Andrew Elvis Miller (Urgentiste #1)
- Sabrina Gennarino (Urgentiste #1)
- Martha Boles (ND Agent)
- Joey Nader (Barry)
- Jeff Marchelletta (Robert Greenaway)
- Elizabeth Liang (Dr Van Dyke)
- Jane Lynch (Diana Reid)
- Rachel Grow (Infirmière du service psychiatrique)
- Anne Marie Howard (Celia Bryant)
- Josh Clark (Détective Casey)
- Steve Heller (Chirurgien)
- Gracie Kathryn Murdoch (Ellie Greenaway jeune)

- D'introduction : « Les défauts de l'âme sont comme les blessures du corps. Quelque soin qu'on prenne de les guérir, les cicatrices paraissent toujours et elles sont à tout moment en danger de se rouvrir. » de François de La Rochefoucauld.
- De conclusion : « On dit souvent que le temps guérit toutes les blessures. Je ne suis pas d'accord. Les blessures demeurent intactes. Avec le temps, notre esprit, afin de mieux se protéger, recouvre ses blessures de bandages et la douleur diminue, mais elle ne disparaît jamais. » de Rose Kennedy.

### Épisode 2:Vente en ligne
- États-Unis /  Canada : 27 septembre 2006 sur CBS / CTV
- Belgique : 21 mars 2007 sur RTL-TVI
- France : 12 septembre 2007 sur TF1

- États-Unis : 16,54 millions de téléspectateurs (première diffusion)
- Canada : 2,075 millions de téléspectateurs[4] (première diffusion)

- Mary Page Keller (Katherine Cole)
- Michael Len (Peter)
- Jodi Lyn O'Keefe (Agent Amanda Gilroy)
- Elizabeth Hendrickson (Amy Cole)
- Jonathan Runyon (Dan Ash)
- Daryl Sabara (Kevin)
- John Rubinstein (Hayden Rawlings)
- Laura Leyva (Gracie Hendricks)
- Dig Wayne (Révérend Jackson Harris)
- Tisha Terrasini Banker (Jackie Powers)
- David Pevsner (Michael)

- D'introduction : « Pour tester les valeurs morales d'une société, il suffit de regarder comment elle traite ses enfants » de Dietrich Bonhoeffer.

### Épisode 3:Cruelles vidéos
- États-Unis : 4 octobre 2006 sur CBS
- Belgique : 28 mars 2007 sur RTL-TVI
- France : 19 septembre 2007 sur TF1

- États-Unis : 15,19 millions de téléspectateurs (première diffusion)

- Paul Norwood (Frank Clemensen)
- Katie Mitchell (Mary Clemensen)
- Millie Huckabee (Laura Clemensen)
- John Verea (Detective Portillo)
- Michelle Pierce (Tiffany Spears)
- Rebecca Gray (Beverly Spera)
- Paul McCarthy-Bovington (Joey Davin)
- Frank Ashmore (Henry Davin)
- David Parker (Mike Kroger)
- Rich Hickman (Homme mécontent)
- Nicki Aycox (Amber Canardo)
- Nick Hoffa (Policier en uniforme)
- Matt Sigloch (Commandant du SWAT)
- Brad Rowe (Tony Canardo)
- Stephen Alvarez (Présentateur)
- Shannon Jarrell (Victime #4)

- D'introduction : « L'Homme est le plus cruel de tous les animaux, il est le seul capable d'infliger une douleur à ses congénères sans autre motif que le plaisir. » de Mark Twain.
- De conclusion : « Les souffrances ont donné vie aux plus grandes âmes, les personnages les plus éminents portent en eux des cicatrices. » de Gibran Khalil Gibran.

### Épisode 4:Mis à nu
- États-Unis /  Canada : 11 octobre 2006 sur CBS / CTV
- Belgique : 4 avril 2007 sur RTL-TVI
- France : 12 septembre 2007 sur TF1

- États-Unis : 16,73 millions de téléspectateurs (première diffusion)
- Canada : 2,329 millions de téléspectateurs[5] (première diffusion)

- Jason Wiles (Dale Sheppard)
- Jean St. James (Claire Henderson)
- Brian Hatton (Professeur du FBI)
- David Fabrizio (Agent Wallace)
- Marco Sanchez (Détective Murad)
- Chris Warner (Garde Jiminez de la sécurité)
- Terrell Clayton (Agent de probation)
- Gary Wolf (Roland Lynch)
- Michael Chieffo (Bill Henderson)
- Austin David Young (Darren Henderson)
- Connie Cooper (Karen Sheppard)
- Jennifer Wetzel (Femme effrayée)
- Asher Axe (Jeffrey)
- Tyson Chambers (Andrew)

- D'introduction : « C'est lorsqu'il parle en son nom que l'Homme est le moins lui-même, donnez-lui un masque et il vous dira la vérité. » d'Oscar Wilde.
- De conclusion : « La honte n'a pas pour fondement une faute que nous aurions commise, mais la sensation insupportable que cette humiliation est visible par tous. » de Milan Kundera.

### Épisode 5:Après la pause
- États-Unis /  Canada : 18 octobre 2006 sur CBS / CTV
- Belgique : 11 avril 2007 sur RTL-TVI
- France : 26 septembre 2007 sur TF1

- États-Unis : 16,2 millions de téléspectateurs (première diffusion)
- Canada : 2,243 millions de téléspectateurs[6] (première diffusion)

- Dahlia Salem (Maggie Callahan)
- Jason London (William Lee)
- Mandy June Turpin (Alicia Jordan)
- Stephon Fuller (Technicien)
- Tuffet Schmelzle (Cheryl Cosgrove)
- Ann Evans (Lisa Blake Jennifer)
- Robert Clotworthy (Don Norvell)
- Lisa Long (Beth Norvell)
- Bruce Gray (Dr Wagner)
- Jonathan Klein (Craig Dyson)
- Derek Webster (Avocat)
- Eddie Diaz (Technicien de la police scientifique)

- D'introduction : « Bien que le monde soit plein de souffrances, il est aussi plein de victoires. » d'Helen Keller.

### Épisode 6:Tueurs d'enfants
- États-Unis /  Canada : 25 octobre 2006 sur CBS / CTV
- Belgique : 18 avril 2007 sur RTL-TVI
- France : 26 septembre 2007 sur TF1

- États-Unis : 16,77 millions de téléspectateurs (première diffusion)
- Canada : 2,178 millions de téléspectateurs[7] (première diffusion)

- Martha Boles (Agent Josephs)
- Bobby Preston-Weiss (Henry)
- Noah Matthews (Matthew)
- Robert Knott (Chef Jones)
- Sean Bridgers (James Charles)
- Jessenia Quiroz (Emma)
- Cameron Monaghan (Jeffrey)
- Stacy Reed (Elaine)
- Alina Phelan (Janine)
- Preston Bailey (Eric)
- Geoffrey Lewis (Médecin légiste)
- Elle Fanning (Tracy Belle)
- Chris Conrad (Shériff adjoint Mackv)
- Logan Hudson (Nicholas Faye)
- Skyler Hudson (Nicholas Gaye)
- Jarrod Bailey (Simon)
- Ciro Suarez (Shériff adjoint Hall)

- D'introduction : « On peut aisément pardonner à l'enfant qui a peur de l'obscurité ; la vraie tragédie de la vie c'est lorsque les hommes ont peur de la lumière. » de Platon.

### Épisode 7:La Règle des trois
- États-Unis /  Canada : 1er novembre 2006 sur CBS / CTV
- Belgique : 25 avril 2007 sur RTL-TVI
- France : 19 septembre 2007 sur TF1

- États-Unis : 16,97 millions de téléspectateurs (première diffusion)
- Canada : 2,289 millions de téléspectateurs[8] (première diffusion)

- Mark Henderson (Coach Bunting)
- Mimi Michaels (Brooke Chambers)
- Kelly Kruger (Kelly Seymour)
- Kayla Mae Maloney (Polly)
- Tom Schmid (Marcus Younger)
- Lisa Waltz (Judy Homefeldt)
- Jason Beghe (Shériff Yates)
- Dean Cudworth (Sergent Tom Sikes)
- David Grant Wright (Gill Seymour)
- Lisa Clifton (Elaine Seymour)
- Todd Jeffries (Coach Don Haas)
- Jamie McShane (Peter Chambers)
- Andrew Rothenberg (Manager)

- D'introduction : « Le plus important n'est pas qui commence le match, mais qui le finit. » de John Wooden.
- De conclusion : « Le choix ultime pour un Homme, pour autant qu'il lui soit donné de se transcender, est : créer ou détruire, aimer ou haïr. » d'Erich Fromm.

### Épisode 8:Le Meilleur des mondes
- États-Unis /  Canada : 8 novembre 2006 sur CBS / CTV
- Belgique : 2 mai 2007 sur RTL-TVI
- France : 10 octobre 2007 sur TF1

- États-Unis : 17,57 millions de téléspectateurs (première diffusion)
- Canada : 2,299 millions de téléspectateurs[9] (première diffusion)

- JoBeth Williams (Professeur Ursula Kent)
- Jamie Elman (Kenneth Roberts)
- Bunny Levine (Sylvia)
- Gabby Sanalitro (Martha)
- Daniel Leary (Drew)
- Tom Choi (Agent Spécial Nick Casey)
- Jennifer Jalene (Cassandra)
- Gary Werntz (Dr Emory Cooke)
- Cheryl Francis Harrington (Dr Betsy Brazier)

- D'introduction : « Le crime égorge l'innocence pour mieux régner et l'innocence se débat de toute force dans les mains du crime. » de Robespierre.

### Épisode 9:Le Dernier mot
- États-Unis /  Canada : 15 novembre 2006 sur CBS / CTV
- Belgique : 9 mai 2007 sur RTL-TVI
- France : 3 octobre 2007 sur TF1

- États-Unis : 16,48 millions de téléspectateurs (première diffusion)
- Canada : 2,33 millions de téléspectateurs[10] (première diffusion)

- Jason O'Mara (Le tueur de Mill Creek)
- David Barry Gray (Tom Carroll)
- Victoria Kelleher (Ellen)
- Rochelle Greenwood (Marci Mitchell)
- Chip Hormess (Jason Mitchell)
- Scott Michael Morgan (Hollow Man)
- Deborah Van Valkenburgh (Betty)
- Christopher B. Duncan (Agent James Sheridan)
- Robert C. Koch (ND Agent)
- Maury Sterling (Jim Meyers)
- Jeff Grays (Sheriff adjoint)
- Natalie Salins (Cara Becker)
- Kate Rene Gleason (Agent du FBI)
- Inger Tudor (Journaliste #1)
- Trevor Olsen (Journaliste #2)
- Bethany Geaber (Femme hystérique)
- Jonathan Kehoe (Homme furieux)
- Cory Tyler (Garde de sécurité)
- Karina Bennett (Journaliste #3)
- Landall Goolsby (Journaliste #4)

- D'introduction : « Si seulement les Hommes pouvaient se connaitre les uns les autres, il n'y aurait ni idolâtrie ni haine. » d'Elbert Green Hubbard.
- De conclusion : « Rappelez-vous qu'à travers l'histoire, il y a eu des tyrans et des meurtriers qui pour un temps semblèrent invincibles. Mais à la fin ils sont toujours tombés, toujours. » de Gandhi.
- Cet épisode marque le premier épisode d'Emily Prentiss incarné par Paget Brewster.

### Épisode 10:Les Leçons du passé
- États-Unis /  Canada : 22 novembre 2006 sur CBS / CTV
- Belgique : 16 mai 2007 sur RTL-TVI
- France : 3 octobre 2007 sur TF1

Générique
- États-Unis : 16,56 millions de téléspectateurs (première diffusion)
- Canada : 2,157 millions de téléspectateurs[11] (première diffusion)

- Meredith Monroe (Haley Hotchner)
- Lauren Stamile (Agent Bonnie Ryan)
- Roger Ranney (Agent Ken Norwood)
- Anthony Azizi (Jind Allah)
- Kevin Chapman (Agent Bingaman)
- Wiley Pickett (Agent de la CIA #1)
- Michael Edward Rose (Agent de la CIA #2)

- D'introduction : « Les meilleures leçons proviennent des erreurs du passé. C'est en commettant des erreurs qu'on atteint un jour la sagesse. » de Dale Turner.
- De conclusion : « Celui qui veut tirer les enseignements de ses erreurs doit chaque jour apprendre à surmonter ses craintes. » de Ralph Waldo Emerson.

### Épisode 11:Pulsions
- États-Unis /  Canada : 29 novembre 2006 sur CBS / CTV
- Belgique : 23 mai 2007 sur RTL-TVI
- France : 10 octobre 2007 sur TF1

- États-Unis : 17,92 millions de téléspectateurs (première diffusion)
- Canada : 2,617 millions de téléspectateurs[12] (première diffusion)

- Steyer Mel Harris (Député)
- Jessica Tuck (Dr Sarah Harris)
- Anton Yelchin (Nathan Harris)
- Janie Haddad (Prostituée sifflant)
- Katy Magnuson (Holly)
- Susie Kantar (Crystal)
- Emily Brooke Hands (Rhonda)
- Burna Dean Jones (Mae)
- Marco Antonio Martinez (Médecin)
- Greg Baglia (Officier)
- Annie LaRussa (Linda Weems)
- Thomas Crawford (Ronald Weems)
- Ben Hermes (Policier en uniforme)
- Trishelle Cannatella (Jane)
- Ronald Hunter (Détective Barnes)
- Marvin Shapiro (Avocat)

- D'introduction : « Entre l'idée et la réalité, entre l'esquisse du geste et l'acte, se glisse l'ombre. » de T. S. Eliot.
- De conclusion : « Entre le désir et le spasme, entre la puissance et l'existence, entre l'essence et la décence se glisse l'ombre. C'est ainsi que finit le monde. » de T. S. Eliot.

### Épisode 12:De l'autre côté
- États-Unis /  Canada : 13 décembre 2006 sur CBS / CTV
- Belgique : 30 mai 2007 sur RTL-TVI
- France : 17 octobre 2007 sur TF1

- États-Unis : 16,06 millions de téléspectateurs (première diffusion)
- Canada : 1,713 million de téléspectateurs[13] (première diffusion)

- Jascha Washington (James)
- Myzel Robinson (Damien)
- Julius Tennon (Carl Buford)
- Skipp Sudduth (Détective Grodinksi)
- James MacDonald (en) (Détective. Dennison)
- Benita Krista Nall (Desiree)
- Kerrie Keane (Fran)
- Erica Gimpel (Sarah)
- Aaron Carroll (Morgan Jordan jeune)
- Keith Tisdell (Rodney)

- D'introduction : « Les secrets sont insondables. Les secrets sont noirs. C'est la nature même des secrets. » de Cory Doctorow.

### Épisode 13:Face à face
- États-Unis : 17 janvier 2007 sur CBS
- Belgique : 6 juin 2007 sur RTL-TVI
- France : 17 octobre 2007 sur TF1

- États-Unis : 12,99 millions de téléspectateurs (première diffusion)

- Keith Carradine (Franck Breitkopf)
- Amy Madigan (Jane)
- Rusty Schwimmer (Lila May)
- Otto Sanchez (Adjoint Rick Siglock)
- Melissa Leo (Georgia Davis)
- James Horan (Mark Davis)
- JK Palmer (Adjoint Ned)

- D'introduction : « Le mal réunit les hommes. » d'Aristote.

### Épisode 14:Péchés mortels (1repartie)
- États-Unis : 4 février 2007 sur CBS
- Belgique : 13 juin 2007 sur RTL-TVI
- France : 24 octobre 2007 sur TF1

- États-Unis : 26,31 millions de téléspectateurs (première diffusion)

- James Van Der Beek (Tobias Hankel)
- Jim Nantz (lui-même)
- Phil Simms (lui-même)
- Bill Smitrovich (Détective Farraday)
- Meredith Monroe (Haley Hotchner)
- Todd Grinnell (Dennis)
- Jaime Ray Newman (Lacy)
- Keisha Alfred (Gayle)
- Karl T. Wright (Ken)
- Dean Lemont (Agent Green)
- Phinneas Kiyomura (Joueur de fléchettes)
- Brian Appel (Agent Anderson)
- Gina Garcia Sharp (Agent Sharp)
- Wolf Muser (en) (Samuel)
- Don Swayze (Homme en noir)
- Cullen Douglas (Dr Wilson)
- McKinley Freeman (Agent Franks)
- Samantha Smith (Helen)
- K'Sun Ray (Tobias jeune)
- Tyler Olson (Homme à tout faire)

- D'introduction : « Je n'avais rien contre eux, ils ne m'ont jamais fait le moindre mal, contrairement à ce que d'autres m'ont fait subir toute ma vie. Peut être qu'ils étaient ceux qui devaient payer pour mes souffrances. » de Perry Smith, à propos de ses victimes, la famille Clutter.

- Cet épisode a été diffusé immédiatement après le Super Bowl XLI[14], qui est évoqué à la télévision au début de l'épisode.
- Cet épisode est la meilleure audience historique de la série.
- Erratum : Contrairement à ce qui est évoqué dans l'épisode, la Jézabel biblique n'a pas été dévorée vivante par des chiens, mais défenestrée[15] avant que son corps soit dévoré par les chiens[16].

### Épisode 15:Confessions (2epartie)
- États-Unis : 7 février 2007 sur CBS
- Belgique : 20 juin 2007 sur RTL-TVI
- France : 24 octobre 2007 sur TF1

- États-Unis : 16,27 millions de téléspectateurs (première diffusion)

- James Van Der Beek (Tobias Hankel)
- Don Swayze (Homme en noir)
- Bill Smitrovich (Det. Farraday)
- Frank Crim (Shériff Watson)
- Remy Thomas (Spencer Reid Jeune)
- Taylor Nichols (William Reid)
- Jane Lynch (Diana Reid)
- Muse Watson (Mickey Bates)
- Jeff Clarke (Mike)
- Cecelia Specht (Pam)
- K'Sun Ray (Tobias jeune)
- Malcolm Foster Smith (Employé de l'hôpital)

- D'introduction : « Il n'est pas un Juste sur Terre qui toujours fit le bien, et jamais n'eut pêché. » Ecclésiaste 7,20.

### Épisode 16:La Couleur de la mort
- Canada : 13 février 2007 sur CTV
- États-Unis : 14 février 2007 sur CBS
- Belgique : 27 juin 2007 sur RTL-TVI
- France : 31 octobre 2007 sur TF1

- États-Unis : 15,16 millions de téléspectateurs (première diffusion)
- Canada : 1,645 million de téléspectateurs[17] (première diffusion)

- Bianca Bethune (Sandra)
- Michael A. Shepperd (Mr. Davis)
- Walter Driver (Ken)
- David Ramsey (Wakeland)
- Ken Meseroll (Maire Hughes)
- Billy Brown (Détective Ware)
- Yaani King (Tania)
- Camille Winbush (Ally)
- Denice J. Sealy (Mme Davis)
- Emma Turpen (Bree)
- Shaun O'Hagan (Officier Cale)
- Byrne Offutt (Jeff)
- David Guzzone (Patrouilleur)
- Sofie Calderon (Stacy)
- Tony Winters (Révérend Williams)
- Jaquita Ta'le (Gail)
- Tiffany Hines (Naomi)
- Welton Thomas (Policier #1)

- D'introduction : « Des plus profonds désirs, naissent souvent les haines les plus mortelles. » de Socrate.
- De conclusion : « La vie des morts consiste à survivre dans l'esprit des vivants. » de Cicéron.

### Épisode 17:Fantômes de guerre
- États-Unis : 21 février 2007 sur CBS
- Belgique : 4 juillet 2007 sur RTL-TVI
- France : 31 octobre 2007 sur TF1

- États-Unis : 13,7 millions de téléspectateurs (première diffusion)

- Jeffrey Lorenzo (Kelvin)
- Jimmy Kieffer (Garde de sécurité)
- Holt McCallany (Roy)
- Kent Faulcon (Détective Fuller)
- Jeff L. Williams (Policier en uniforme)
- Sandi McGree (Jolene)
- Jennifer Willison (Angie)
- Juan Ramirez (Edward)
- Bridget Shergalis (Mary)
- Joanna Going (Dana)
- Nick Chinlund (Max)
- Dre Taylor (Garçon somalien)

- D'introduction : « Nous faisons notre vie de la mort d'autrui. » de Léonard de Vinci.
- De conclusion : « S'il doit y avoir la guerre, qu'elle ait lieu de mon temps, afin que mon enfant puisse connaître la paix. » de Thomas Paine.

### Épisode 18:L'Éventreur
- États-Unis : 28 février 2007 sur CBS
- Canada : 1er mars 2007 sur CTV
- Belgique : 11 juillet 2007 sur RTL-TVI
- France : 7 novembre 2007 sur TF1

- États-Unis : 14,5 millions de téléspectateurs (première diffusion)
- Canada : 1,389 million de téléspectateurs[18] (première diffusion)

- Edward Edwards (en) (William Lamontague Sr.)
- Josh Stewart (William Lamontagne Jr.)
- Jeff Doucette (Médecin légiste)
- Rhys Coiro (Ethan)
- Dufflyn Lammers (Alice)
- Simone Kessell (Sarah)
- Candice Afia (Serveuse)
- Terrence J. Rotolo (Type à la casquette de baseball)
- Brian Meredith (Type dans l'allée)
- John Lee (Ronnie Tibideaux)
- Chris Eckles (John)
- Teaj Sanderson (Type athlétique)
- Chip Joslin (Homme blond)
- Tyson Turrou (Ami #1)
- Tyrone M. Mitchell (Ami #2)
- Elena Zaretsky (Femme brune)
- Jeffrey Doornbos (Homme au GSM)
- Randy Thompson (Smitty)

- D'introduction : « La tragédie doit nous permettre d'atteindre la sagesse. Elle ne doit pas nous servir de guide. » de Robert Francis Kennedy.

### Épisode 19:Le Pyromane
- États-Unis : 21 mars 2007 sur CBS
- Belgique : 18 juillet 2007 sur RTL-TVI
- France : 7 novembre 2007 sur TF1

- États-Unis : 15,19 millions de téléspectateurs (première diffusion)
- France : 4,955 millions de téléspectateurs[19] (rediffusion)

- John Nielsen (Dennis Cutler)
- Jordan Garrett (Paul)
- Sean O'Bryan (Vincent Stiles)
- Karen Lew (Docteur)
- Anthony Ruivivar (Lieutenant Ricardo Vega)
- Mercedes Colon (Détective Leah Castro)
- Reed Rudy (Tom Dunleivy)
- Tom Schanley (Evan Abby)
- Christina Carlisi (Allison Abby)
- Angelo Custino (Liam Abby)
- Virginia Morris (Tantes Stiles)
- Adria Johnson (Journaliste)
- Sean Peavy (Brad)
- Nicole Smolen (Katie)

- D'introduction : « La torture d'une mauvaise conscience est l'enfer des vivants. » de Jean Calvin.
- De conclusion : « Vivez comme si vous deviez mourir demain. Apprenez comme si vous deviez vivre éternellement. » de Gandhi.

### Épisode 20:Code d'honneur
- États-Unis : 11 avril 2007 sur CBS
- Belgique : 25 juillet 2007 sur RTL-TVI
- France : 14 novembre 2007 sur TF1

- États-Unis : 12,8 millions de téléspectateurs (première diffusion)

- Kate Jackson (Elizabeth Prentiss)
- Elya Baskin (Lysowsky)
- Gonzalo Menendez (Josh Kramer)
- Gregory Wagrowski (Sergei)
- Dimitri Diatchenko (en) (Lyov)
- Zoran Radanovich (Fyodor)
- Olga Sosnovska (Natalya Chernus)
- Irina Davidoff (Zina)
- Brian Appel (Agent Anderson)
- Gina Garcia Sharp (Agent Sharp)
- Sergei Chernov (Anton Gorban)
- Dennis Volochkov (Uri)
- Dimitri Boudrine (Alexander)
- Dina Rosenmeier (Assistant)
- Tatiana Chekova (Traducteur russe)

- D'introduction : « On ne fait pas de bien sans mal. » Proverbe russe.
- De conclusion : « Toutes les familles heureuses le sont de la même manière. Les familles malheureuses le sont chacune à leur façon. » de Léon Tolstoï.

### Épisode 21:Les Proies
- États-Unis : 2 mai 2007 sur CBS
- Belgique : 25 juillet 2007 sur RTL-TVI
- France : 14 novembre 2007 sur TF1

- États-Unis : 13,28 millions de téléspectateurs (première diffusion)

- Jake Richardson (Johnny)
- Jim Parrack (Paul)
- Richard Kuegeman (Brad)
- Larry Sullivan (Shériff Schaeffer)
- Kelly Overton (Ranger Lizzie Evans)
- Gareth Williams (Tim Harrison)
- Danny McCarthy (Jeune homme)
- Laura Allen (Bobbi Baird)
- Heidi McNeil (Lynn)
- Scott Allen Rinker (Luke Hamilton)
- Kristin Alcala (Heather)
- Lorna Scott (Kathy)

- D'introduction : « La nature sauvage d'un Homme est le terrain de jeu d'un autre. » Auteur inconnu.
- De conclusion : « Les animaux sauvages ne tuent jamais par sport, l'Homme est la seule créature pour qui la torture et la mort de ses semblables est une distraction. » de James Anthony Froude.

### Épisode 22:Morts anonymes
- États-Unis : 9 mai 2007 sur CBS
- Belgique : 1er août 2007 sur RTL-TVI
- France : 21 novembre 2007 sur TF1

- États-Unis : 12,92 millions de téléspectateurs (première diffusion)

- Ronnie Steadman (Steven)
- Jack Donner (Nate vieux)
- Kristoffer Winters (Cal McGee)
- Bre Blair (Maggie)
- Steven Williams (Capitaine Wright)
- Tahmus Rounds (Charles Holcombe)
- Joel Heyman (Détective #1)
- Wil Garret (Benny)
- Mary Gillis (Mona)

- D'introduction : « De toutes les idées préconçues véhiculées par l'humanité, aucune ne surpasse en ridicule les critiques émises sur les habitudes des pauvres par les bien-logés, les bien-chauffés et les bien-nourris. » d'Herman Melville.
- De conclusion : « Rien ne dure dans ce monde cruel, pas même nos souffrances. » de Charles Chaplin.

### Épisode 23:Le Retour de Frank
- États-Unis : 16 mai 2007 sur CBS
- Belgique : 8 août 2007 sur RTL-TVI
- France : 21 novembre 2007 sur TF1

- États-Unis : 13,21 millions de téléspectateurs (première diffusion)

- Keith Carradine (Frank)
- Amy Madigan (Jane)
- Gina LaPiana (Sammy)
- Jayne Atkinson (Erin Strauss)
- Moria Squier (Sarah)
- Austin Herda (Leopold)
- Wolf Muser (en) (Samuel)
- Amanda Bernero (Rebecca Bryant)
- Melonie Mack (Jen)
- Joshuin Barker (Mr. Belle)
- Rebecca Lowman (Mrs. Belle)
- Elle Fanning (Tracy Belle)
- Leo J. Clark (Jackson)
- Natalie Graziano (Gardien de prison)

- D'introduction : « Je choisis mes amis pour leur bonne présentation, mes connaissances pour leur bon caractère, mes ennemis pour leur bonne intelligence. » d'Oscar Wilde.